# Skeemella
Skeemella (лат.) — вымерший род морских животных, обнаруженный в среднекембрийских лагерштеттах формаций Wheeler Shale и Marjum в штате Юта, США. Включает единственный вид Skeemella clavula. Животное рассматривается как представитель типа ветуликолий (Vetulicolia).

## Описание

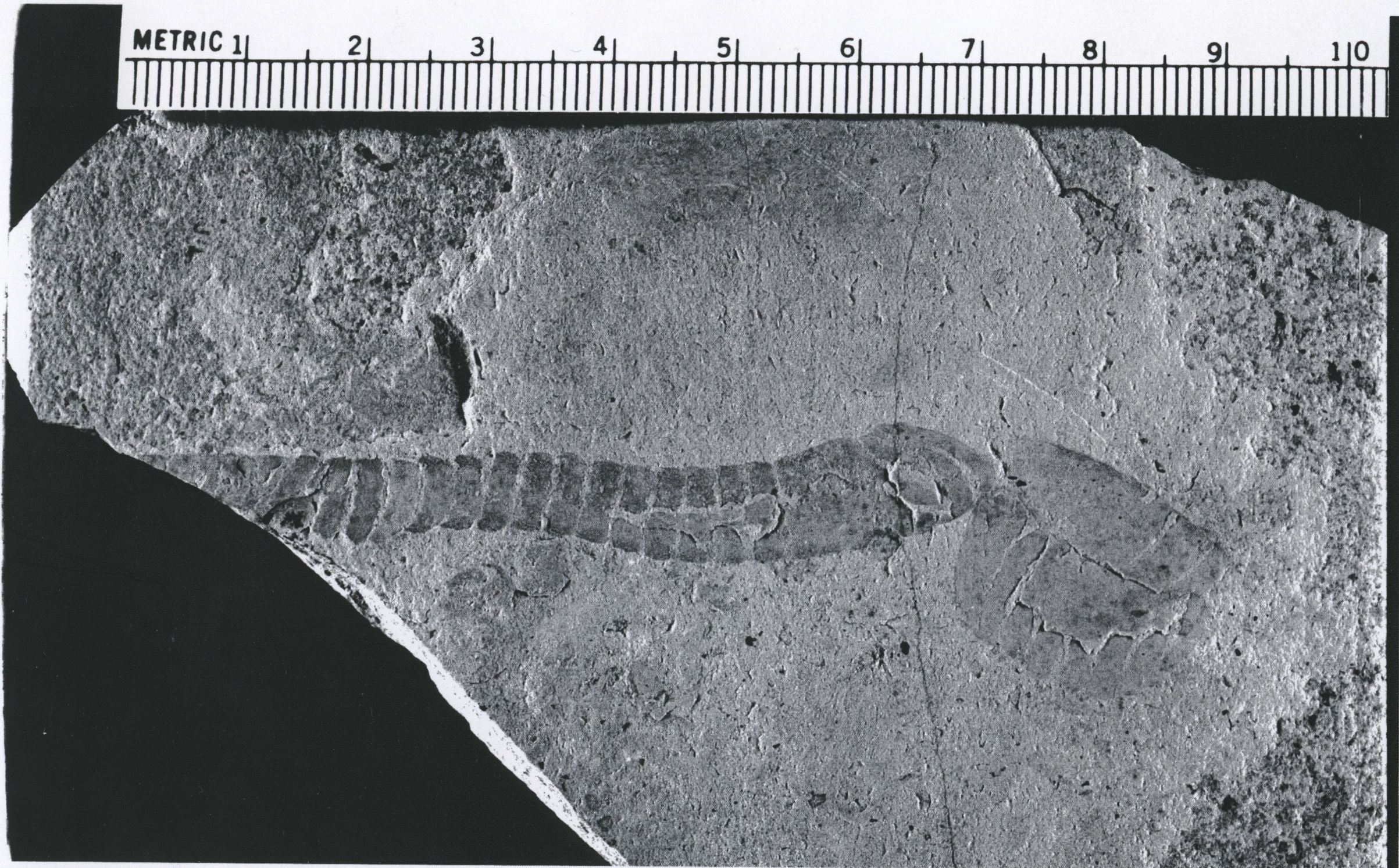
Голотип Skeemella clavula

Род демонстрирует типичные признаки ветуликолий, такие как разделённое на два отдела туловище: более широкий торпедообразный передний конец и сегментированный задний отдел, который интерпретируется как мускулистый орган движения для активного плавающего образа жизни. Изначально ветуликолии описывались как родственники артропод, однако их классификация вызывает споры; открытие Skeemella с рядом отверстий в передней части, интерпретируемых как жаберные щели, сподвигло версию принадлежности ветуликолий к вторичноротым наподобие оболочников, или даже к краун-группе хордовых. Последние реконструкции ветуликолий обладают сходством с личинками оболочников или головохордовыми, с передним отделом, несущим функцию глотки для дыхания и фильтрации потоков воды, и задней в качестве носителя мышц. Skeemella, однако, плохо согласуется с такими представлениями; сегменты её заднего отдела имеют явное сходство с членистоногими. Из-за нехватки образцов принадлежность Skeemella к ветуликолиям и принадлежность последних к вторичноротым не вызывает у исследователей полной уверенности.
Skeemella была описана в 2005 году командой под руководством Дерека Бриггса, специалиста по артроподам из сланцев Бёрджесс. Род диагностируется разделённым на две части телом, которое покрывает кутикула. Передний отдел короткий и широкий, с ровным спинным краем и изогнутым нижним, её продольное разделение напоминает головной щит. Передний отдел интерпретируется как состоящий из девяти сегментов, разделённых более тонкими мембранами (а не как единый орган с множеством отверстий). Задний отдел Skeemella узкий, червеобразный, поделённый у голотипа на 43 сегмента, которые интерпретируются как тергиты, разделённые гибкими мембранами. Заканчивается задний отдел подобием тельсона, удлинённой несегментированной уплощённой структуры с двумя направленными назад шипами на конце.
Два новых образца S. clavula были найдены в друмских отложениях средних слоёв формации Marjum, биозона Ptychagnostus punctuosus. Они сохранились хуже, чем голотип, однако у одного из них, видимо, представлена внешняя часть кутикулы, тогда как у голотипа внутренняя. Отдельные задние сегменты образца из Marjum короче и шире, чем у голотипа. Данная особенность, скорее всего, иллюстрирует индивидуальные, а не межвидовые различия.

## Таксономия
Это один из многих примеров «проблем утконоса»: ранние окаменелости, в которых, по всей видимости, сочетаются признаки членистоногих и хордовых — двух клад животного царства, родство между которыми считается очень далёким. Обычно такая проблема решается при накоплении большего количества образцов, что позволяет лучше изучить анатомию животных.